# Gnathothlibus heliodes
Gnathothlibus heliodes är en fjärilsart som beskrevs av Edward Meyrick 1889. Gnathothlibus heliodes ingår i släktet Gnathothlibus och familjen svärmare. Inga underarter finns listade i Catalogue of Life.